# Чобан Мустафа-паша
Чобан Мустафа-паша (тур. Çoban Mustafa Paşa; ум. 1529) — османский государственный деятель и военачальник, зять султана Селима I.

## Биография
По происхождению серб, босниец или грек; возвысился в правление султана Баязида II, когда занимал высокие административные должности. В 1499 году во время турецко-венецианской войны участвовал в захвате городов Мореи.
В правление Селима I он проявил себя как военачальник, участвовал в августе 1514 года в Чалдыранской битве, после которой султан Селим I включил его в диван, где он стал третьим визирем, но вскоре был снят с должности.
Во время правления Сулеймана I он участвовал в захвате Белграда и завоевании Родоса, где он был стал одним из командующих османской армией. После захвата Родоса в декабре 1522 года он был назначен бейлербеем Египта, где успешно подавил восстание мамлюкских беев и вернулся в Стамбул.

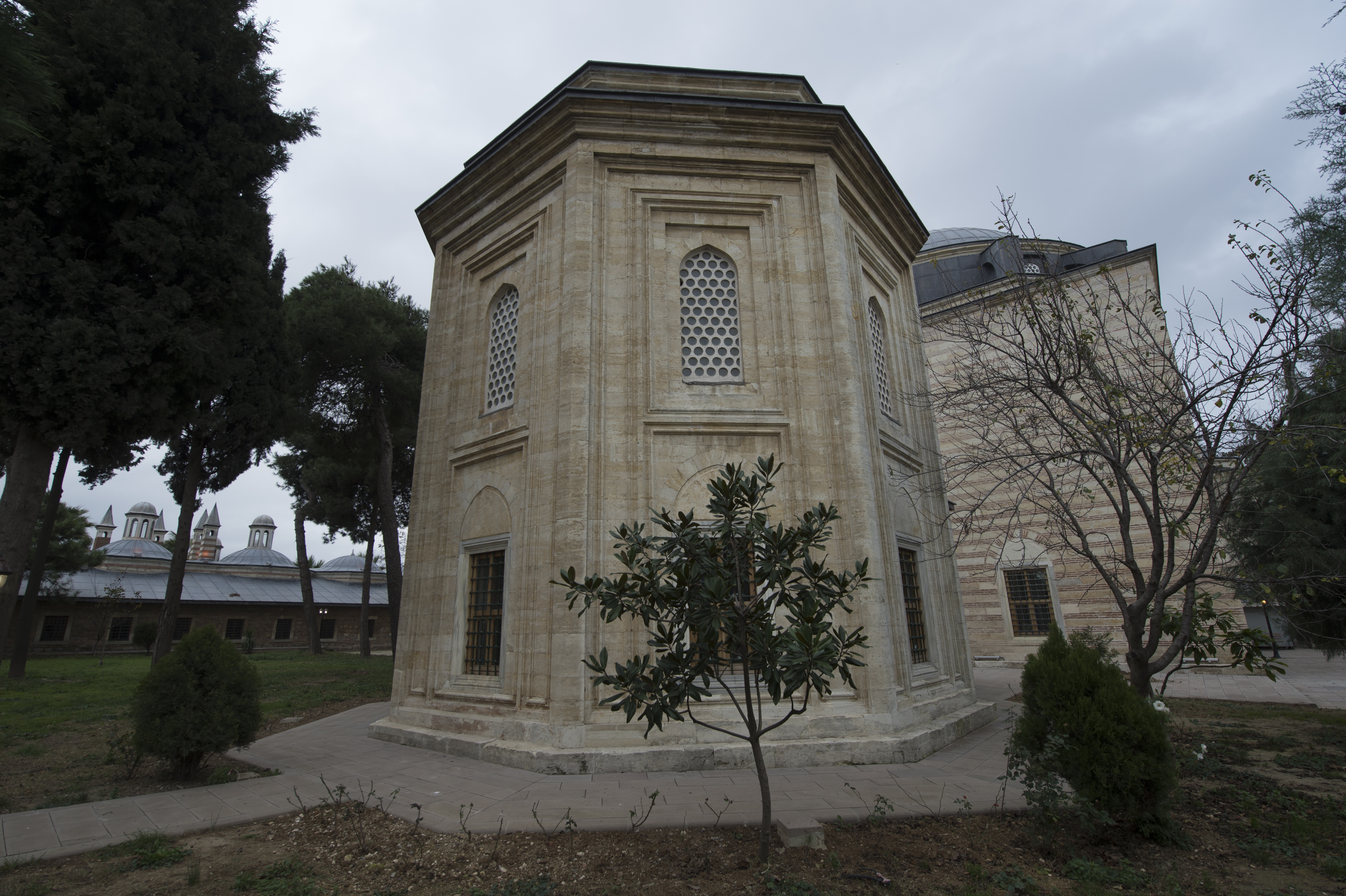
Мавзолей Мустафа-паши в Гебзе

Летом 1526 года участвовал в походе на Венгрию, которая закончилась выигранной османами Мохачской битвой и присоединению к Османской империи части Венгрии. Скончался весной 1529 года во время похода на Вену; похоронен в построенном им мавзолее в Гебзе.
Был женат на одной из дочерей султана Селима I, также есть версия, что он был мужем Хатидже-султан.

## В кинематографе
В сериале «Великолепный век» роль Мустафы-паши исполнил актёр Мурат Шахан, но в фильме он показан более молодым.

## Строительство
По приказу Мустафы-паши были построены мечеть в Скопье и Старый мост в Свиленграде.